# Dagen är slut
Dagen är slut är en psalm med text och musik skriven 1974 av Fride Gustavsson.

## Publicerad som
- Nr 750 i Verbums psalmbokstillägg 2003 under rubriken "Kväll".